# 1946年11月法國立法選舉
1946年11月法國立法選舉在1946年11月10日舉行，選舉法蘭西第四共和國第一屆國民議會成員。選舉制度是比例代表制。法國共產黨在這次選舉獲得182個議席，奪回國會席位最多政黨地位。